# Régis de Castelnau
Pour les autres membres de la famille, voir Famille de Curières de Castelnau.
Régis de Curières de Castelnau, dit Régis de Castelnau, né le 7 mars 1950 à Rabat (Maroc), est un avocat français. Il a exercé des activités de conseil juridique tant en France qu’à l’étranger pendant de nombreuses années.
Dans les années 2020, il diffuse des idées complotistes et de la désinformation issue de la propagande de la Russie à propos de l'invasion de l'Ukraine.

## Biographie

### Famille
Issu d'une ancienne famille de la noblesse du Rouergue, Régis de Castelnau est l'arrière-petit-fils d'Édouard de Castelnau, général d'armée et chef d'état-major du général Joffre durant la Première Guerre mondiale.

### Formation et carrière
Régis de Castelnau prête serment près la cour d'appel de Paris en 1972 et fonde d’abord son propre cabinet d’avocats.[réf. nécessaire]
Il se rapproche du mouvement ouvrier français et devient dans les années 1970 un des avocats du Parti communiste français (PCF) et de la CGT. Il mène en particulier la défense des salariés de la sidérurgie entre 1978 et 1982, expérience dont il tire un livre, La Provocation, écrit avec l’écrivain François Salvaing. Ses engagements lui valent, au Palais, le surnom de « Baron rouge ».
Adhérent du syndicat des avocats de France à sa création, en 1973, il est membre de sa direction entre 1974 et 1975. Il intègre ensuite le « Bureau de politique extérieure » du Parti communiste français (PCF) alors dirigé par Maxime Gremetz[source insuffisante].
En 1981, il est mandaté par l'Association internationale des juristes démocrates pour faire partie d'une mission en Égypte concernant « la répression et la violation des droits de l'homme »,.
En 1995, il est élu pour deux ans à la présidence de l'Association française des avocats-conseils des collectivités. En 1998, il est président, et, en 2000, « président d'honneur ».
Un article du Monde de 2007 signale qu'il est dirigeant d'un cabinet d'avocats spécialisé dans les collectivités locales.
Au début de l’année 2017, Régis de Castelnau annonce renoncer à l’exercice d’avocat pour se consacrer à une activité éditoriale. Il demande à être omis du tableau de l'ordre des avocats et à accéder à l'honorariat. Néanmoins en 2024, sur les pages de réseaux sociaux où il publie, il se présente toujours comme avocat, tout en citant son cabinet.

### Affaire judiciaire
Mis en cause dans une des affaires Guérini dans les Bouches-du-Rhône, il est accusé de complicité de trafic d'influence dans un volet portant sur l'attribution de l'exploitation de la décharge de la communauté d'agglomération de Salon-de-Provence en 2005, accusation qu'il a toujours contestée . En 2017, il est replacé sous statut de témoin assisté et ne sera finalement pas renvoyé devant le tribunal correctionnel de Marseille, où il sera néanmoins question de son rôle dans cette affaire lors du procès qui se tient en mars 2021.

### Publications et écrits
Parallèlement à une activité doctrinale qui voit la publication de plusieurs ouvrages dont Le Fonctionnaire et le Juge pénal en 1997, Portrait des chambres régionales des comptes, en 1997, Pour l’amnistie, en 2001, Les Chambres régionales et territoriales des comptes. En 2004, il écrit également de nombreux articles dans la presse spécialisée et généraliste.
Il a été contributeur dans le magazine Causeur et a participé à la webtélé RéacnRoll. Il tenait également chaque semaine la rubrique « À qui profite la loi » pour Le Figaro, y présentant son avis juridique sur diverses questions d'actualité. Il a créé et anime le site Vu du droit, où il publie des articles et des vidéos sur l'actualité à partir d'un point de vue juridique. Acceptant la proposition de Michel Onfray, il a participé au lancement du média Front populaire créé par celui-ci. Intervenant régulier sur les différents supports de la revue, il est aujourd’hui membre de son comité de rédaction.
Il publie le 13 janvier 2021 un ouvrage intitulé : Une justice politique. Des années Chirac au système Macron, histoire d’un dévoiement. Il y décrit les 30 ans d’évolution de l’appareil judiciaire ayant amené à ce qu’il considère comme un dévoiement de la justice sur des bases politiques,.

## Prises de position

### Pandémie de Covid-19
Régis de Castelnau est l'un des intervenants du documentaire complotiste Hold-up, qui traite de la pandémie de Covid-19.

### Rapprochement avec le souverainisme
En 2019, il se rapproche de Georges Kuzmanovic, un souverainiste qui a quitté La France insoumise et créé le parti République souveraine. Georges Kuzmanovic s'est entouré de divers experts dont Régis de Castelnau pour le sujet de la justice.
Le 15 avril 2022, dans l'optique du second tour de l'élection présidentielle française, il signe un billet d'opinion intitulé « Moi, communiste patriote, je voterai Marine Le Pen ».

### Crise russo-ukrainienne
Deux jours avant l'invasion de l'Ukraine, le 22 février 2022, il affirme que « désormais, si une guerre devait se déclencher, ce ne pourrait être qu’à l’initiative de l’Ukraine voulant s’opposer à la sécession désormais reconnue par la Russie des provinces de l’Est », qualifiant au passage de « plaisanteries » les « bavardages sur le droit international, sur le respect des frontières, des nations existantes »[source secondaire nécessaire].
En avril 2022, il met en doute sur les réseaux sociaux l'authenticité des vidéos montrant la découverte de cadavres à Boutcha, affirmant que les corps des victimes seraient des acteurs, et renvoie vers un site pro-Kremlin, partageant la désinformation issue de la propagande du Kremlin,.
Le 20 juin 2022, il affirme que la Russie aurait capturé des canons CAESAR, une allégation non confirmée par la Russie ou l'Ukraine, qualifiée de « complètement invraisemblable » par l'état-major français et d’infox par la presse,, fausse information reprise par l'agence russe Tass.
En septembre 2022, une attaque éclair ukrainienne enfonce la ligne de front dans la région de Kharkiv sur plusieurs dizaines de kilomètres. Libération, qui écrit un article sur les « influenceurs pro-Kremlin », cite un utilisateur anonyme de Twitter qui « occulte la portée des avancées ukrainiennes » arguant que les Russes « peuvent rayer de la carte l’Ukraine en une matinée s’ils veulent » mais auraient décidé d'épargner les civils au maximum. D'après Libération, ce discours est repris par Régis de Castelnau, qui, en août 2022, affirmait qu'il n'y aurait pas de contre-offensive et accusait Le Figaro de « mentir » à ce sujet, et désormais fait une distinction entre « contre-attaque et contre-offensive ». Castelnau assure que cette offensive est « menée par des étrangers dirigés par l’Otan » : pour Libération, il s'agit là d'une « information non vérifiée » et « complotiste », et, pour L'Express, d'une « rhétorique outrancière ». Par ailleurs, selon L'Express, Régis de Castelnau épouse l'argumentaire du Kremlin sur la « dénazification » de l'Ukraine par la Russie.
Son positionnement le fait ainsi classer par un article du Canard enchaîné parmi les « idiots utiles français de Poutine », « mus par un antiaméricanisme compulsif et un insatiable appétit pour les fantasmes complotistes de l’extrême droite ».

## Distinction
- Chevalier de la Légion d'honneur (décret du 8 avril 1998)[37]

## Publications
- Bénédicte Boyer et Régis de Castelnau, Portrait des chambres régionales des comptes, Paris, LGDJ, coll. « Décentralisation et développement local », 18 novembre 1997, 224 p. (ISBN 978-2-275-01645-0)
- Régis de Castelnau et Florence Rault, Le fonctionnaire et le juge pénal, Neuilly-Plaisance, Éditions du Papyrus, 1997, 258 p. (ISBN 978-2-87603-072-5)
- Régis de Castelnau, Pour l'amnistie, Paris, Éditions Stock, coll. « Ce que je veux », 6 mars 2001, 285 p. (ISBN 978-2-234-05355-7)
- Régis de Castelnau, Une justice politique : Des années Chirac au système Macron, histoire d'un dévoiement, Paris, L'Artilleur, 13 janvier 2021, 557 p. (ISBN 978-2-8100-0996-1)